# Чадов Олексій Олександрович
Олексій Олександрович Чадов (нар. 2 вересня 1981, Солнцево, Московська область, нині частина Москви) — російський актор театру і кіно, молодший брат актора Андрія Чадова.

## Біографія

### Дитинство
Олексій Чадов народився в Солнцево, на околиці міста Москви.
Олексія Чадова разом з братом Андрієм виховувала мама Галина Петрівна, яка до кіно не має ніякого відношення. На неї обрушилися всі турботи по вихованню братів після того, як батько сімейства помер — Олексію тоді було 5 років. У роки навчання в школі займався в дитячому театральному гуртку, в дитячому театрі. Перша роль на сцені — заєць у казці Євгенія Шварца «Червона шапочка». Дебютна роль Олексія була незначною, однак за неї початкуючий актор отримав премію «Лауреат», а також був нагороджений поїздкою до Анталії.
По закінченні школи Олексій Чадов поступив у Театральне училище ім. М. С. Щепкіна, на курс Селезньова Володимира Прохоровича.
Закінчив Вище театральне училище імені М. С. Щепкіна разом з братом Андрієм. Вже в студентські роки Олексій Чадов зайнявся своєю кінокар'єрою.

### Кар'єра
Першим фільмом, в якому знявся Олексій, стала «Війна» режисера Олексія Балабанова. Після виходу на екрани фільму «Війна» на Чадова звалилася величезна популярність. Завдяки ролі в цьому фільмі Олексій був удостоєний призу Міжнародного кінофестивалю в Монреалі в номінації «Найкращий актор». Успіх «Війни» підняв до актора хвилю інтересу і у режисерів. Незабаром молодий актор знявся в ролі Колі Малахова у фільмі «На безіменній висоті».
Чадов хотів зіграти Данилу Багрова в продовженні фільму Брат-2 під назвою «Брат-3: Повернення», змінивши Сергія Бодрова, однак від фільму вирішено було відмовитися. У 2003 році Олексій Чадов був запрошений режисером Андрієм Прошкіним на головну роль Кості Зотикова в драму «Ігри метеликів». У тому ж 2003 році Олексій Чадов зіграв ще одну вельми помітну роль — вампіра Костю в блокбастері «Нічний дозор».
У 2005 році Олександр Веледінський запросив Олексія Чадова на роль священика в картину «Живий» (первинна назва «Якими ми не будемо»). Під час зйомок цього фільму Олексій вперше опинився на одному знімальному майданчику зі своїм братом Андрієм Чадовим.
Актор також брав участь у створенні таких успішних картин, як «9 рота», «Жара», «Любов у великому місті-1, 2».

### Громадська діяльність
6 лютого 2012 а був офіційно зареєстрований як довірена особа кандидата в Президенти РФ і чинного прем'єр-міністра Володимира Путіна.

### Сім'я та особисте життя
Мати — Галина Петрівна, інженер. Старший брат — актор Андрій Чадов.З 2006 року по 2009 рік перебував у відносинах з литовською актрисою Агніей Дітковскіте, яку він зустрів під час роботи над фільмом «Жара». Через кілька років, на зйомках серіалу «Справа честі» Олексій і Агнія знову почали зустрічатися, а наприкінці серпня 2012 одружилися.

## Фільмографія

### Кіно
| Рік  |   | Українська назва           | Оригінальна назва                           | Роль                     |
| ---- | - | -------------------------- | ------------------------------------------- | ------------------------ |
| 2002 | ф | Війна                      | рос. Война                                  | Іван Єрмаков             |
| 2004 | ф | Нічна Варта                | рос. Ночной дозор                           | Костя Саушкін            |
| 2004 | ф |                            | рос. Игры мотыльков                         | Костя                    |
| 2004 | ф | 32 грудня                  | рос. 32 декабря                             | Антон/Сергій в молодості |
| 2004 | ф |                            | рос. Американец                             | Олексій Болотов          |
| 2005 | ф | 9 рота                     | рос. 9 рота                                 | Володимир Воробйов       |
| 2005 | ф | Денна Варта                | рос. Дневной дозор                          | Костя Саушкін            |
| 2005 | ф |                            | рос. Второй фронт                           | Биков                    |
| 2005 | ф |                            | рос. Последний поезд со станции Роппонги    |                          |
| 2006 | ф |                            | рос. Серко                                  | Дмитро Пэчков            |
| 2006 | ф | Спека                      | рос. ЖАRА                                   | Олексій                  |
| 2006 | ф |                            | рос. Граф Монтенегро                        | Андрій Тєлєшев           |
| 2006 | ф | Живий                      | рос. Живой                                  | Пєрєсвєт                 |
| 2007 | ф |                            | рос. Слуга государев                        | Енжи                     |
| 2007 | ф | Оранжлав                   | рос. Оранжевая любовь                       | Роман                    |
| 2007 | ф |                            | рос. Валерий Харламов. Дополнительное время | Валерій Харламов         |
| 2008 | ф | Стрітрейсери               | рос. Стритрейсеры                           | Степан                   |
| 2008 | ф |                            | рос. Мираж                                  | Міша                     |
| 2009 | ф | Кохання у великому місті   | рос. Любовь в большом городе                | Артем                    |
| 2009 | ф |                            | рос. Рокеры                                 |                          |
| 2010 | ф | Кохання у великому місті 2 | рос. Любовь в большом городе 2              | Артем Ісаєв              |
| 2010 | ф | Іронія кохання             | рос. Ирония любви                           | Іван                     |
| 2011 | ф | Slove. Прямо в серце       | рос. Slove. Прямо в сердце                  | Олексій Ронін            |
| 2011 | ф |                            | рос. Мой любимый раздолбай                  | Михайло                  |
| 2012 | ф |                            | рос. Миссия: Пророк                         |                          |
| 2013 | ф | Кохання у великому місті 3 | рос. Любовь в большом городе 3              | Артем Ісаєв              |
| 2014 | ф | Чемпіони                   | рос. Чемпионы                               | Ілля Ковальчук           |
| 2014 | ф | Вій                        | рос. Вий 3D                                 | Петрусь                  |
| 2014 | ф | ЧБ                         | рос. Ч/Б                                    | Ярослав                  |
| 2021 | ф | Своя війна                 | рос. Своя война                             | Иван                     |

### Телебачення
| Рік       |    | Українська назва     | Оригінальна назва             | Роль                        |
| --------- | -- | -------------------- | ----------------------------- | --------------------------- |
| 2004—2004 | с  | На безіменній висоті | рос. На безымянной высоте     | Коля Малахов                |
| 2008      | тф |                      | рос. Танец горностая          | Бережной, помічник слідчого |
| 2011      | тф |                      | рос. Двойная сплошная. Любовь | Олексій                     |
| 2013—2013 | с  |                      | рос. Дело чести               | Іван                        |

## Робота на телебаченні
1. 2003—2005 — Pro Kino (канал Муз ТВ)
2. В 2008 році фільм «Танець горностая»

## Озвучка
1. 2010 — 127 годин - Арон Ралстон (Джеймс Франко)
2. 2011 — Повстання планети мавп - Уілл Родман (Джеймс Франко)